# Езико фон Баленщет
Езико от Баленщет (на немски: Esico, Esiko, Esichos; * 990/1000; † 1060) е граф на Баленщет и родоначалник на фамилията Аскани в Саксония-Анхалт.
Той е син на Адалберт I, граф на Баленщет (* 970), фогт на Хагенроде (днес Алексисбад) и Нинбург, и на Хида, дъщеря и наследничка на граф Ходо I (965–993), маркграф на Лужица и на Фредеруно († 1015).
Сестра му Ута (* 1000; † 1046) се омъжва през 1026 г. за Екехард II, маркграф на Майсен. Другата му сестра Хазеха e игуменка на Гернроде и Фрозе. Брат му Дитрих е пропст на Баленщет, а Лудолф монах в Корвей.
За пръв път Езико е споменат в документ от 1036 г. на император Конрад II.
Езико наследява от майка си алоди на различни територии, но не получава графската титла на всички земи, а ги дели с още два наследника.
Езико се жени за Матилда († 1032) от род Конрадини, дъщеря на Херман II, херцог на Швабия и на Герберга Бургундска, дъщеря на крал Конрад III от Бургундия.
Езико основава един Църковен колеж (Kollegiatstift) в замъка в Баленщет и при църковното му освещаване на 10 юни 1046 г. присъства император Хайнрих III.
Неговият син Адалберт II го наследява и е граф на Баленщет.

## Деца
- Ото
- Адалберт II (* 1030; † 1080)наследява баща си като граф на Баленщет
- Аделхайд ∞ Тимо, едлер фон Шраплау